# Hyphoporus severini
Hyphoporus severini is een keversoort uit de familie waterroofkevers (Dytiscidae). De wetenschappelijke naam van de soort is voor het eerst geldig gepubliceerd in 1892 door Régimbart.